# 부분 유료화

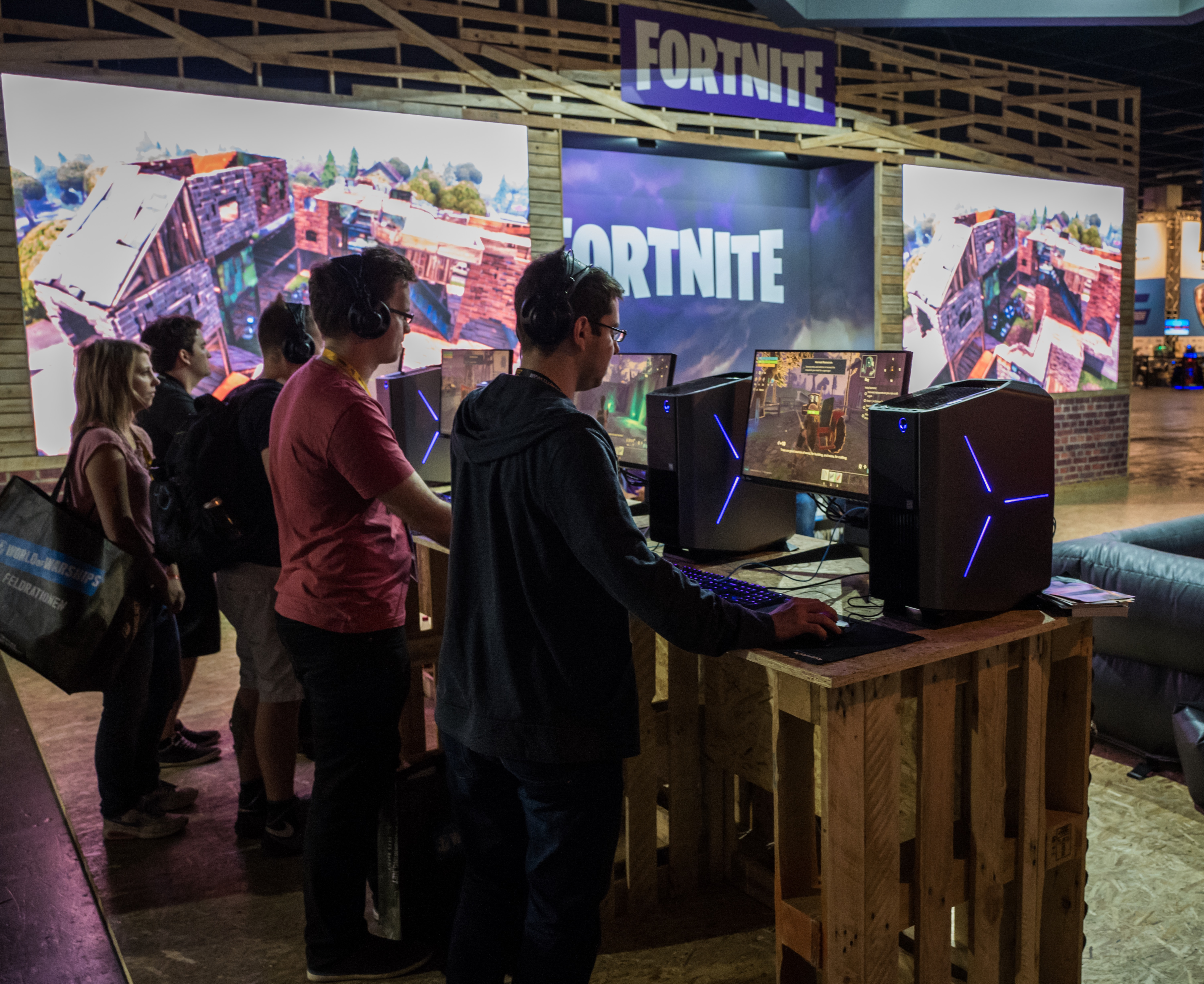

부분 유료화(영어: free-to-play)는 주로 게임에서 사용되는 용어인데, 모든 서비스(상품)에 현금 결제을 하는 것이 아니라, 무료화 서비스와 유료화 서비스로 구분되어 현금 결제를 하는 것이다. 정액제가 아닌 거의 모든 게임은 이러한 방식을 채택하고 있으며, 유료로 현금 결제를 할 수 있는 것들은 주로 게임에 유용한 아이템 등이다.

## 부분 유료화를 채택하고 있는 게임들

### PC
- 던전앤파이터
- 리그 오브 레전드
- 서든 어택
- 카운터스트라이크 온라인
- 팀 포트리스 2
- 피파 온라인 3
- 피파 온라인 4
- 배틀그라운드
- 레인보우 식스: 시즈
- 크레이지레이싱 카트라이더
- 발로란트

### 모바일
- 클래시 오브 클랜
- 붐비치
- 프렌즈팝
- 브롤스타즈
- 클래시 로얄
- 캔디 크러쉬 사가
- 카트라이더 러쉬플러스
- 냥코대전쟁
- 콜 오브 듀티: 모바일
- 배틀그라운드 모바일
- 헤이데이
- 포켓몬 GO

## 같이 보기
- 프리미엄 (freemium)